# Douglas Malise Lord Graham
Douglas Malise Lord Graham, britanski general, * 1883, † 1974.